# 오즈 야스지로
오즈 야스지로(일본어: 小津 安二郎, 1903년 12월 12일 ~ 1963년 12월 12일)는 일본의 영화 감독이자 각본가이다. 일본에서 무성 영화가 성행했던 1930년대에 활동을 시작했으며 가족과 결혼, 특히 세대간의 갈등을 영화의 주제로 많이 다뤘다. 대표작으로는 《늦봄》 (1949년)과 《초여름》 (1951년), 《동경 이야기》 (1953년), 《부초》 (1959년) 등이 있다.

## 생애
1903년 도쿄도 후카가와 구(深川)의 빈민가에서 차남으로 태어났다. 부유한 해산물 가게의 분점을 운영하던 아버지 토라노스케(虎之助)와 구식 가문 출신인 어머니 아사에(あさゑ)의 차남으로 태어났다. 본점과 분점간의 문제가 있어 1913년에 미에현의 마쓰사카시(松阪)로 이사를 가게 되었다. 그 이후 우지야마다(宇治山田) 중학교(지금은 우지야마다 고등학교)에 입학하였으나 1922년 대입에 실패하여 재수를 했다. 중학생 시절 기숙사에서 도망나와 보았던 영화에 매혹되어 영화연구클럽을 결성하는 등 그다지 공부를 열심히 하진 않았다고 전해진다.
1923년 미에사범학교(三重師範, 지금은 미에대학교 교육대학)에 시험보았으나 다시금 실패했고, 그해 봄 야스지로는 현재의 마쓰자카 시 이이타카 정(飯高町)에 있는 미야마에 교양학교(宮前 尋常小学校)에서 일년간 임시교직원으로 부임했다. 언제나 기모노 겉옷[羽織]과 핫바지[袴]에 게다짝을 끌었던, 다른 교직원들과는 구분되는 풍모였다. 야스지로는 아이들에게 영화 이야기를 자주 하거나 만돌린을 연주해주거나 해서 '오즈선생님'이라는 별칭과 함께 존경받았다. 일년간 임시교직원을 했던 야스지로는 아버지를 설득하여 미야마에를 떠나 도쿄로 상경했다. 숙부의 도움을 받아 오즈는 19살에 쇼치쿠(松竹) 촬영소에 입사하였고 3년간 촬영감독과 조감독을 하다가 1927년 《참회의 칼날》 (懺悔の刃)로 데뷔하였다. 그는 이후 53개의 작품을 남겼는데 이중 26개가 초기 5년간에 만들어진 것이며 3개를 빼고는 모두 쇼치쿠에서 만들어졌다. 결혼은 그의 주된 테마중 하나였으나 그는 평생 결혼을 하지 않았다.
오즈가 사회적 태도로 가족 이야기에 빠져들기 전인 30년대에 그는 특유의 희극을 만들어왔다. 《대학은 나왔지만》 (1929) 이나 《태어나기는 했지만》 (1932) 등에서 서민적인 희극 무성영화를 만들어 명성을 얻었다. 쇼치쿠가 그의 비평적 성공에도 불구하고 오즈에게 흥행작이 없어서 불만을 가지고 있던 1937년 무렵 그는 징집되어 중국에서 2년간 보병대의 상병으로 복무했다.

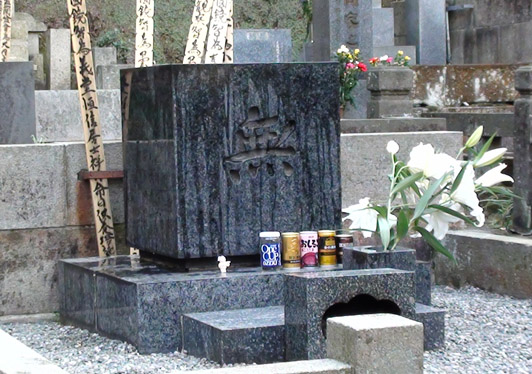
가마쿠라 엔가쿠지에 있는 오즈 야스지로의 무덤

귀국하여 그가 처음으로 만든 작품은 《도다가의 형제자매들》 (1941년)이었는데 비평적으로도 상업적으로도 성공했다. 1943년 오즈는 다시 징집당했고 이번에는 버마에서 선전용 영화를 찍어야 했다. 이때 그는 싱가포르에 가서 일본군이 압수한 수많은 미국 영화를 보았다. 오즈가 가장 좋아했던 작품은 《시민 케인》 이었다고 전해진다. 1947년 《셋방살이 신사록》으로 다시 작품활동을 시작한 오즈는 전후 일본에 대해 좀 더 깊이 관심을 가지게 되었다. 플롯보다는 분위기와 섬세한 인물묘사에 치중하게 된 것이다. 그의 작품중 사랑받은 것들은 주로 그의 후반기 작품들로 《늦봄》 (1949), 《오차즈케의 맛》 (1952), 《동경 이야기》 (1953), 《초봄》 (1956), 《부초》 (1959), 《늦가을》 (1960) 그리고 마지막 작품인 《꽁치의 맛》 (1962)이 그러하다. 그는 그의 60세 생일에 암으로 죽었고 가마쿠라에 있는 엔가쿠지에 묻혔다.

## 작품세계
오즈는 괴짜였고 대단한 완벽주의자였다. 가장 일본적인 작가 중 하나로 일컬어지나, 사실 1960년대 이전까지만 해도 그다지 국제적으로 알려지진 않았었다.
그는 다른 영화 감독들에 비해 늦게 유성 영화를 찍었다. 그의 첫 번째 유성영화는 《외아들》 (1936)이었고 《피안화》 (1958)에 이르러서야 겨우 칼라영화를 찍기 시작했다. 그의 트레이드 마크인 다다미 쇼트를 즐겨 사용했고 그는 매우 정적인 카메라 움직임을 선호했다. 그리고 한 배우가 화면을 장악하지 않게끔 섬세하게 구축된 화면구성을 좋아했다. 그리고 그는 색채를 장식적으로 사용하였다.
감독했던 대부분의 작품은 전위적이라고 할 수는 없어도 일관되게 독자적인 스타일을 갖추었다. 그래서인지 다가가기 어려운 느낌도 있긴 하지만 차분하게 작품을 읽어가다보면 도시인의 위선과 고독에서 발산되는, 마치 스쳐지나가는 자그마한 비명소리를 잡아내는 듯한 섬세함이 있다. 의도적으로 만들어진듯한 점이 있는 것이야 당연한 일이다.
그는 다다미 쇼트로 알려진 지면 바닥에서 촬영하는 낮은 카메라 앵글과, 높은곳에서 낮은곳을 바라보는 모양으로 촬영하는 부감촬영(俯瞰撮影)으로 알려졌다. 특히 전후의 《늦봄》이나 《도쿄이야기》 등에서 부감촬영은 거의 사라지고 다다미 쇼트가 많이 사용되었는데 이것이 세계적으로 많은 영화 감독들에게 영향을 미쳤다. 특히 빔 벤더스나 빅터 에리스(Victor Erice), 짐 자머시, 아키 카우리스마키, 허우샤오셴(侯孝賢)등이 그러하다. 허우샤오셴은 오즈를 추모하여 《카페 뤼미에르》를 제작하기도 했다. 2003년은 오즈 야스지로 탄생 100주년이어서 기념 프로젝트가 많았다.
그는 자주 시나리오 작가인 노다 고고(野田高梧), 카메라맨 아쓰다 유하루(厚田雄春)와 작업해왔다. 배우로는 류 치슈, 하라 세츠코(原節子) 등과 함께한 영화가 많다.

## 작품 연보

### 칼라영화
| 일본 개봉년도    | 제목                | 원제                                | 제작사            | 비고                         |
| ---------------- | ------------------- | ----------------------------------- | ----------------- | ---------------------------- |
| 1958년 09월 07일 | 피안화              | 彼岸花 히간바나[*]                  | 쇼치쿠오오후나    | 첫 칼라영화                  |
| 1959년 05월 12일 | 안녕하세요          | お早よう 오하요[*]                  | 쇼치쿠오오후나    | 태어나기는 했지만의 리메이크 |
| 1959년 11월 17일 | 부초                | 浮草 우키구사[*]                    | 다이에이          | 부초 이야기의 리메이크       |
| 1960년 11월 13일 | 가을 햇살           | 秋日和 아키비요리[*]                | 쇼치쿠오오후나    |                              |
| 1961년 10월 29일 | 고하야가와가의 가을 | 小早川家の秋 고하야가와케노 아키[*] | 다카라즈카 에이가 |                              |
| 1962년 11월 18일 | 꽁치의 맛           | 秋刀魚の味 산마노 아지[*]           | 쇼치쿠오오후나    | 마지막 영화                  |

### 흑백영화
|| 일본내 개봉일 || 제목 || 영화사 ||
|| 1957.04.30 || 동경막색 東京暮色 || 松竹大船 ||
|| 1956.01.29 || 초봄 早春 || 松竹大船 ||
|| 1953.11.03 || 동경 이야기 東京物語 || 松竹大船 ||
|| 1952.10.01 || 오차즈케의 맛 お茶漬の味 || 松竹大船 ||
|| 1951.10.03 || 초여름 麦秋 || 松竹大船 ||
|| 1950.08.25 || 무네가타 자매 宗方姉妹 || 新東宝 ||
|| 1949.09.13 || 늦봄 晩春 || 松竹大船 ||
|| 1948.09.17 || 바람속의 암탉 風の中の牝鶏 || 松竹大船 ||
|| 1947.05.20 || 나가야 신사록 長屋紳士録 || 松竹大船 ||
|| 1942.04.01 || 父ありき || 松竹大船 ||
|| 1941.03.01 || 도다가의 형제자매들 戸田家の兄妹 || 松竹大船 ||
|| 1937.03.03 || 숙녀는 무엇을 잊어버렸을까 淑女は何を忘れたか || 松竹大船 ||
|| 1936.09.15 || 외아들 一人息子 || 松竹大船 ||
|| 1936.03.19 || 大学よいとこ || 松竹蒲田 ||
|| 1935.＿.＿ || 기쿠고로의 거울사자 菊五郎の鏡獅子 || 松竹蒲田 ||

### 무성영화
|| 일본내 개봉일 || 제목 || 영화사 ||
|| 1935.11.21 || 동경여관 東京の宿 || 松竹蒲田 ||
|| 1935.01.20 || 箱入娘 || 松竹蒲田 ||
|| 1934.11.23 || 부초 이야기 浮草物語 || 松竹蒲田 ||
|| 1934.05.11 || 어머니를 사랑하지 않아서야 母を恋はずや || 松竹蒲田 ||
|| 1933.09.07 || 나오는 마음 出来ごころ || 松竹蒲田 ||
|| 1933.04.27 || 비상선의 여자 非常線の女 || 松竹蒲田 ||
|| 1933.02.09 || 동경 여자 東京の女 || 松竹蒲田 ||
|| 1932.11.24 || 만날 때까지 また逢ふ日まで || 松竹蒲田 ||
|| 1932.10.13 || 青春の夢いまいづこ || 松竹蒲田 ||
|| 1932.06.03 || 태어나기는 했지만 大人の見る絵本 生れてはみたけれど || 松竹蒲田 ||
|| 1932.01.29 || 春は御婦人から || 松竹蒲田 ||
|| 1931.08.15 || 동경 합창 東京の合唱 || 松竹蒲田 ||
|| 1931.05.29 || 미인과 애수 美人と哀愁 || 松竹蒲田 ||
|| 1931.02.07 || 숙녀와 수염 淑女と髭 || 松竹蒲田 ||
|| 1930.12.12 || お嬢さん || 松竹蒲田 ||
|| 1930.10.03 || 足に触った幸運 || 松竹蒲田 ||
|| 1930.07.27 || 에로신의 원령 エロ神の怨霊 || 松竹蒲田 ||
|| 1930.07.06 || その夜の妻 || 松竹蒲田 ||
|| 1930.04.11 || 落第はしたけれど || 松竹蒲田 ||
|| 1930.03.01 || 朗かに歩め || 松竹蒲田 ||
|| 1930.01.05 || 결혼학입문 結婚学入門 || 松竹蒲田 ||
|| 1929.11.24 || 도츠키 고쇼 突貫小僧 || 松竹蒲田 ||
|| 1929.10.25 || 회사원생활 会社員生活 || 松竹蒲田 ||
|| 1929.09.06 || 대학은 나왔지만 大学は出たけれど || 松竹蒲田 ||
|| 1929.07.05 || 화제 센카의 친구들 和製喧嘩友達 || 松竹蒲田 ||
|| 1929.04.13 || 학생로망스 젊은날 学生ロマンス 若き日 || 松竹蒲田 ||
|| 1929.02.22 || 보물의 산 宝の山 || 松竹蒲田 ||
|| 1928.12.01 || 육체미 肉体美 || 松竹蒲田 ||
|| 1928.09.28 || 이사하는 부부 引越し夫婦 || 松竹蒲田 ||
|| 1928.08.31 || 호박 カボチャ || 松竹蒲田 ||
|| 1928.06.15 || 여방분실 女房紛失 || 松竹蒲田 ||
|| 1928.04.29 || 젊은이의 꿈 若人の夢 || 松竹蒲田 ||
|| 1927.10.14 || 참회의 칼날 懺悔の刃 || 松竹蒲田 ||

## 읽을거리와 참고 문헌
- (영어) 오즈 야스지로 - 인터넷 영화 데이터베이스
- (일본어) 오즈 야스지로 - 일본 영화 데이터베이스
- 오즈 전문 국내 사이트 보관됨 2012-01-17 - 웨이백 머신
- (일본어/영어) 오즈 야스지로 이야기 - 유튜브
- 오즈탄생 백주년 {{
- 오즈에 관한 리뷰 {{